# Bartolomeo Zaccaria
Bartolomeo (o Bartolommeo) Zaccaria (fallecido en 1334) fue el primer marido de Guillermina Pallavicini (casados en 1327) y por lo tanto Marqués de Bodonitsa por su derecho. También llevó el título de Señor de Damala durante su vida.
Como hijo mayor del «rey» Martino, nacido en la familia genovesa Zaccaria que gobernaba Quíos, Bartolomeo era un partido apropiado para la heredera Guglielma Pallavicini, quien cogobernó con su madre, María dalle Carceri, y su padrastro, Andrea Cornaro. En su juventud, se vio obligado a ayudar a recaudar el rescate de su padre capturado.
Durante la invasión catalana, Bartolomeo fue capturado y llevado a una prisión siciliana. Solo fue liberado por súplica del papa Juan XXII.
Todavía era joven cuando murió, aunque dejó una hija llamada Marulla.